# قناة ريدو
قناة ريدو هي قناة كندية تربط مدينة أوتاوا بكينغستون أونتاريو عن طريق نهر أوتاوا.
تغطي القناة الضخمة التي بنيت في مطلع القرن التاسع عشر 202 كلم من نهري ريدو وكاتاركي، انطلاقاً من جنوب أوتاوا باتجاه مرفأ كينغستون وبحيرة أونتاريو. بنيت القناة لدوافع إستراتيجية وعسكرية في البداية، عندما كانت المنافسة بين بريطانيا والولايات المتحدة الأميركية على أشدها للسيطرة على المنطقة. كما تشمل القناة، التي تشكل إحدى أولى القنوات المصممة تحديداً لعبور السفن البخارية، مجموعة من التحصينات. مع انطلاق المشروع عام 1826، اختار البريطانيون ما يُعرف بتكنولوجيا «المياه الراكدة» (فترة الركود بين المد والجزر) لتجنب أعمال الحفر الواسعة. وبنيت مجموعة من السدود لإبقاء مياه النهر على عمق صالح للملاحة. كما أنشئ 50 ممراً للسفن. يشكل الموقع أفضل مثال قائم لقنوات المياه الراكدة في أميركا الشمالية، ويشير إلى استخدام هذه التكنولوجيا الأوروبية الأصل في أميركا الشمالية على نطاق واسع. إنها القناة الوحيدة من مرحلة القنوات الكبرى في شمال أميركا في بداية القرن التاسع عشر التي ما زالت تعمل على طول خطها الأصلي وقد حفِظت معظم بناها الأصلية. كما كانت تتمتع بستة «حصون صغيرة» لاتقاء النيران وحصن كبير لحمايتها. وبين عامي 1846 و1848، شيِّدت أربعة أبراج لتعزيز التحصينات في مرفأ كيتغستون. تكتسي قناة ريدو أهمية تاريخية إذ أنها تشهد على المعركة التي كانت قائمة للسيطرة على شمال القارة الأميركية.

## معرض صور

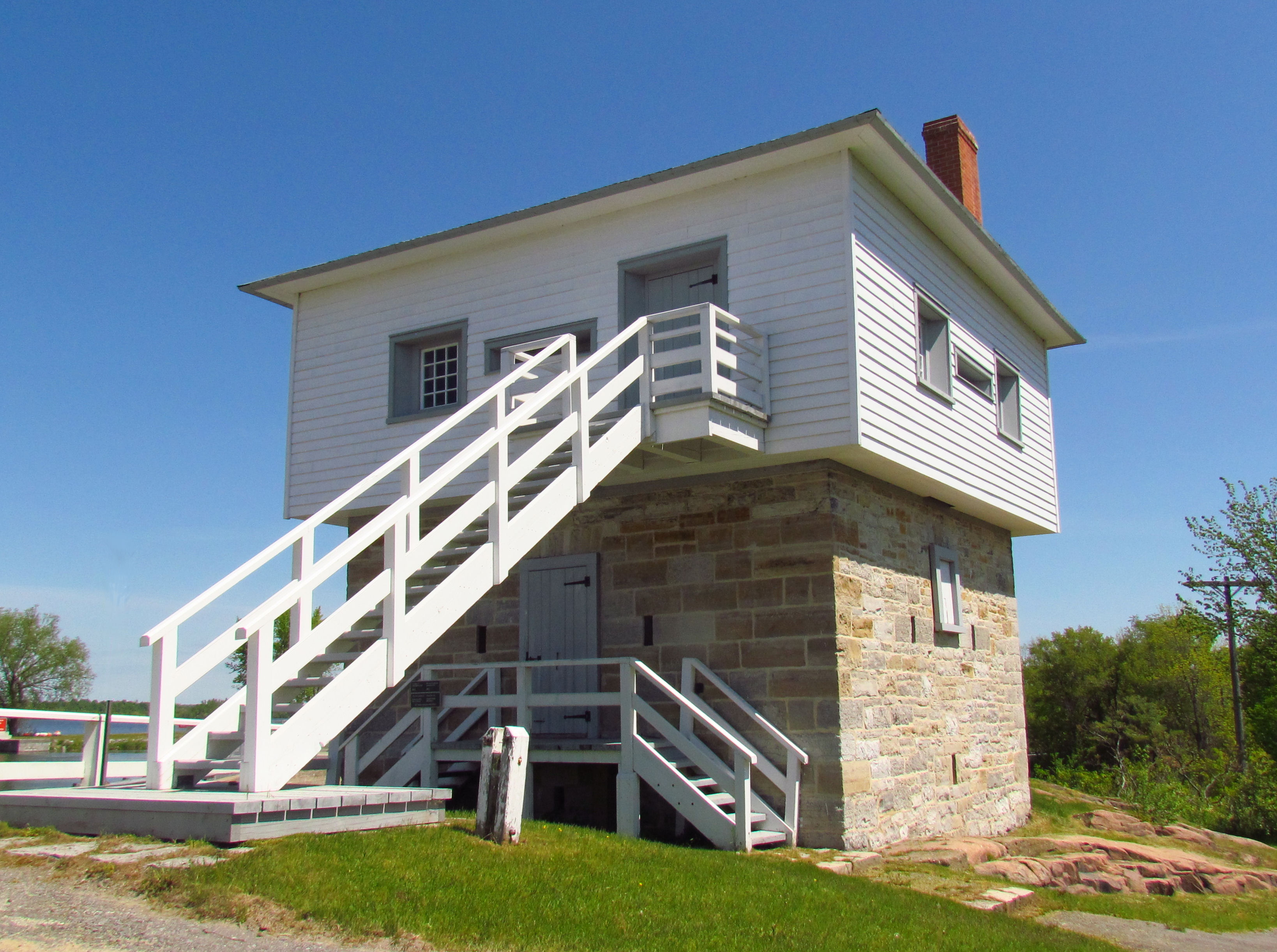
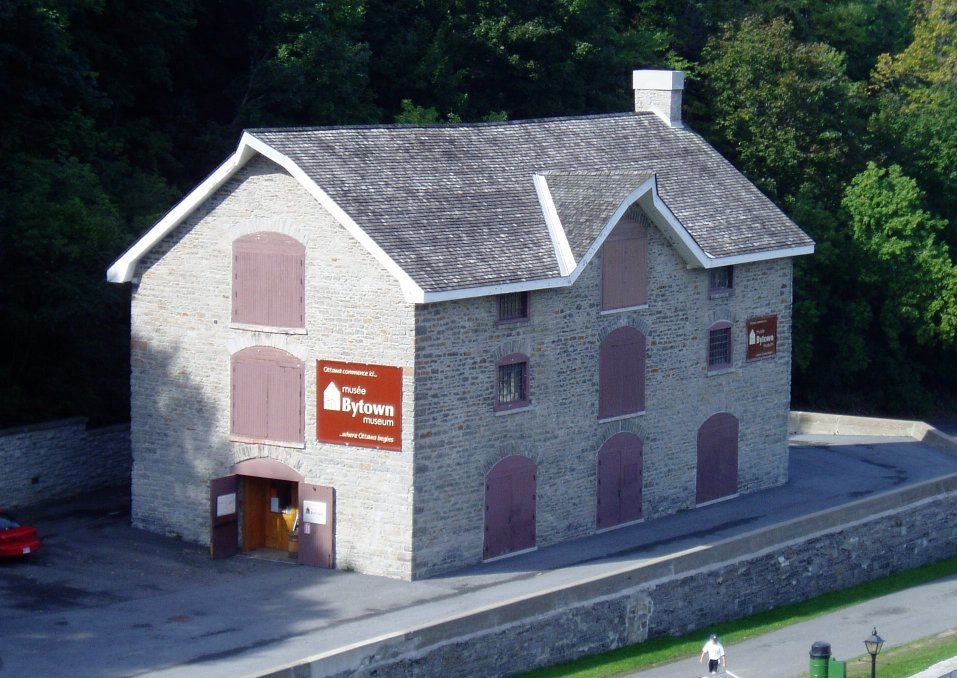
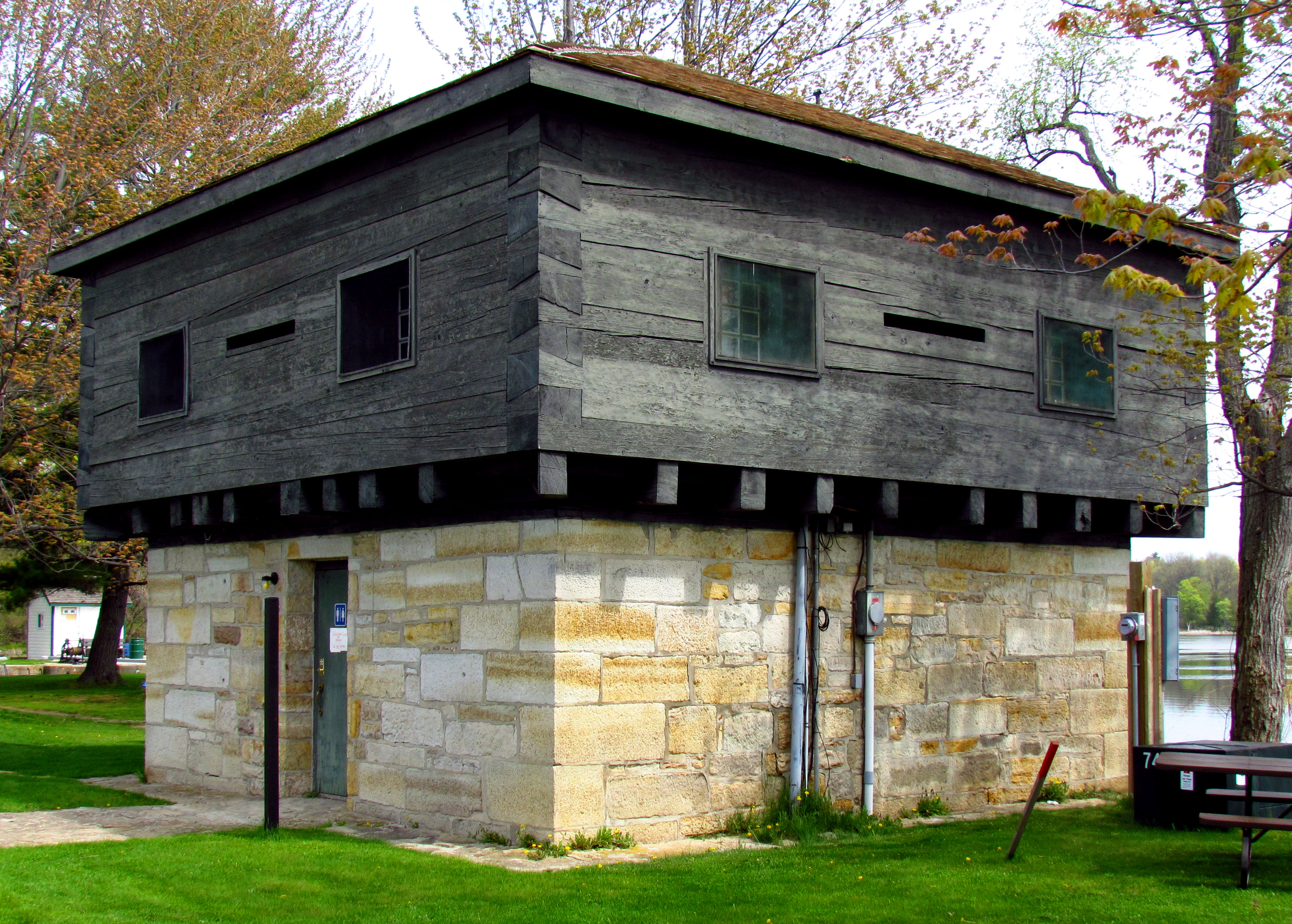
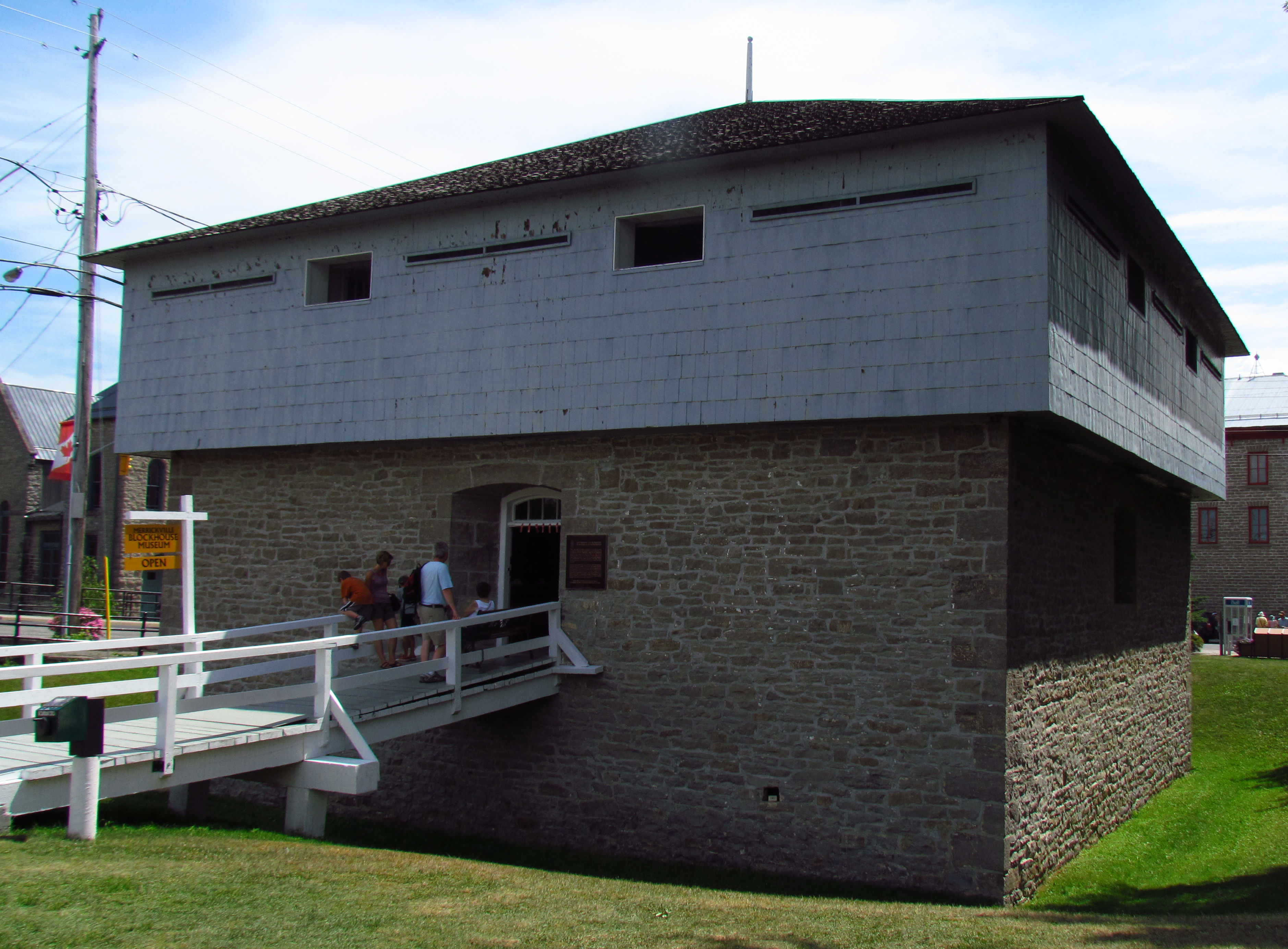
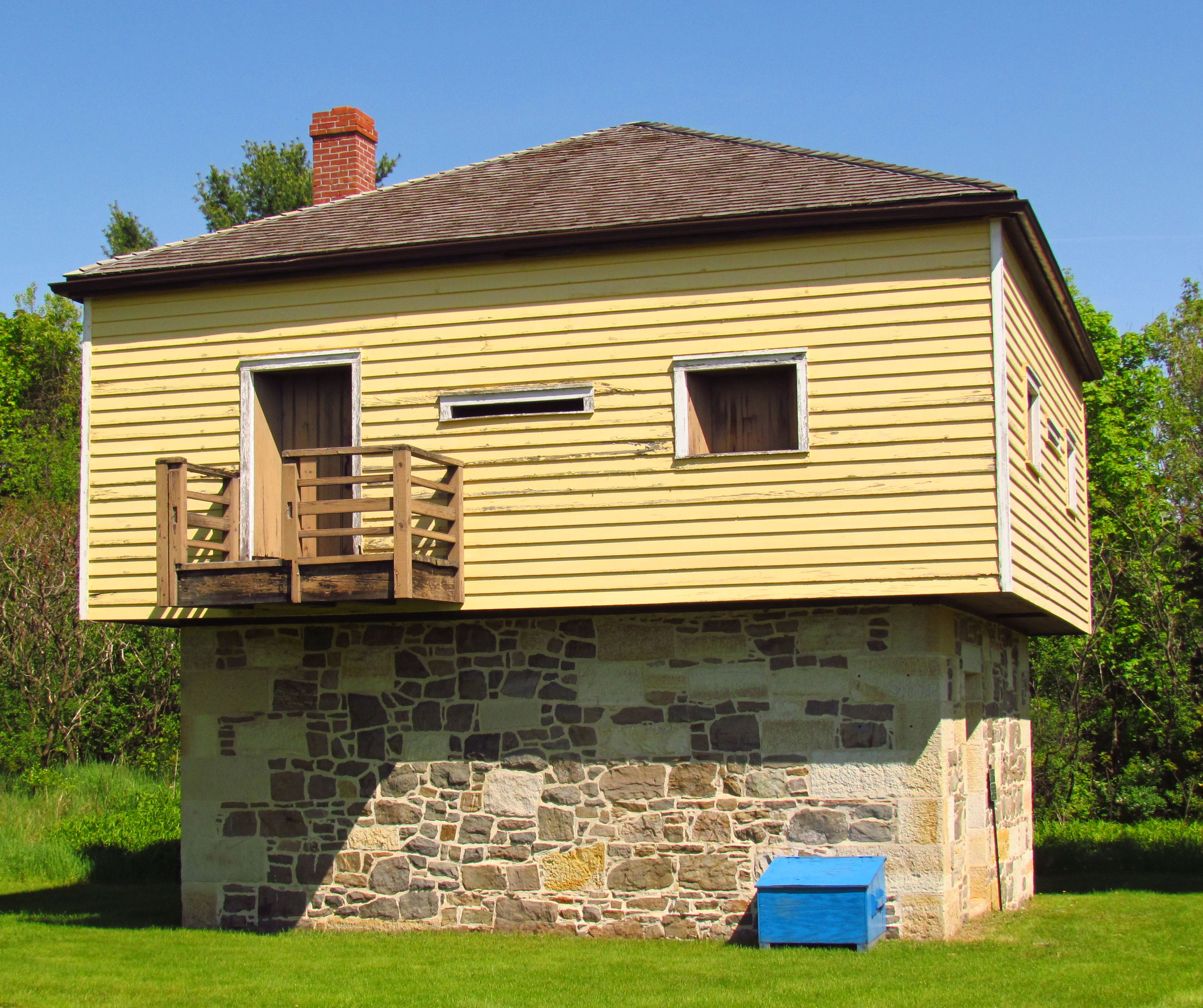